# Lenteanemoon
De lenteanemoon (Pulsatilla vernalis) is een overblijvende plant uit de ranonkelfamilie (Ranunculaceae) die, alhoewel zeldzaam, te vinden is in de meeste Europese gebergtes.
Het is in het hooggebergte een van de vroegste bloeiers die net na het wegsmelten van de sneeuw al in bloei kan komen.

## Naamgeving enetymologie
- Synoniemen: Anemone vernalis L.
- Frans: Anémone de printemps, Anémone printanière, Pulsatille de printemps
- Duits: Frühlings-Kuhschelle, Frühlings-Küchenschelle
- Engels: Spring Pasque flower

De botanische naam Pulsatilla is afgeleid van het Latijnse pulsare (slaan, zwaaien). Naargelang van de bron zou dit slaan op de op een klok lijkende bloemen of op de zaden, die door windstoten worden verspreid. De soortaanduiding vernalis is Latijn voor 'met betrekking tot de lente'.

## Kenmerken
De lenteanemoon is een polvormende, overblijvende, kruidachtige plant, met een rechtop staande wortelstok, een tot 15 cm hoge, onvertakte stengel en een bladrozet van groene, eenmaal geveerde bladeren met twee tot drie paar langwerpige, getande zijblaadjes en een topblaadje. Zowel bladeren als stengels zijn bezet met zilvergrijze, zijdeachtige haren.
De bloemen zijn in verhouding tot de rest van de plant zeer groot, alleenstaand aan het einde van de bloemstengel, aanvankelijk knikkend, later opgericht, ondersteund door een kraag van lijnvormige schutblaadjes. De bloemen zijn tot 60 mm in doormeter, radiaal symmetrisch, diep komvormig, met meestal zes aan de binnenzijde wit gekleurde, aan de buitenzijde roze tot rood aangelopen, kroonbladachtige kelkbladen, aan de buitenzijde zijdeachtig behaard. Er zijn geen echte kroonbladen. De bloem bezit talrijke geel of paars gekleurde vruchtbare meeldraden en meestal ook schijfvormige staminodiën of onvruchtbare meeldraden. Er zijn talrijke, losse vruchtbeginsels met elk een zaadknop en een lange, veervormige stijl.
De plant bloeit van april tot juli.

## Habitaten verspreiding
De lenteanemoon groeit voornamelijk op zeer zonnige plaatsen in graslanden, lichte naaldbossen en rotsige plaatsen op silicaatrijke bodems, vaak in de nabijheid van smeltende sneeuw, van 1300 tot 3600 m. Het is dikwijls een van de eerste bloemen die na het smelten van de sneeuw in bloei komen.
De plant komt voor in de meeste Europese gebergtes, zoals de Alpen, de Pyreneeën, de Hoge Tatra, het Centraal Massief en de Vogezen, en in het zuiden van Scandinavië, maar is overal tamelijk zeldzaam.

## Verwante en gelijkende soorten
De lenteanemoon kan van andere Pulsatilla-soorten onderscheiden worden door de beperkte grootte van de plant, de in verhouding grote bloemen met een witte binnenzijde en meestal roze- of roodgekleurde buitenzijde, en door de blaadjes die slechts eenmaal geveerd en niet tot slipjes gereduceerd zijn.

## Toepassingen

Wapenschild van Oppland

De lenteanemoon wordt omwille van zijn opvallende bloemen vaak aangeplant als rotsplant.
De plant is een embleemsoort voor de bergachtige provincie Oppland in Noorwegen, en prijkt daar op het wapenschild.
... · P. alpina (Alpenanemoon) · P. a. subsp. alpina · P. a. subsp. apiifolia (Gele alpenanemoon) · P. a. subsp. austriaca (Oostenrijkse alpenanemoon) · P. a. subsp. austroalpina · P. a. subsp. cantabrica · P. a. subsp. cyrnea · P. a. subsp. font-queri · P. a. subsp. millefoliata · P. a. subsp. schneebergensis · P. halleri · P. montana · P. pratensis · P. p. subsp. pratensis · P. p. subsp. bohemica · P. p. subsp. hungarica · P. p. subsp. nigricans · P. rubra · P. r. subsp. rubra var. serotina · P. vernalis (Lenteanemoon) · P. vulgaris (Wildemanskruid) · ...